# Le Choix de Selma
Le Choix de Selma (Selma's Choice) est le treizième épisode de la saison 4 de la série télévisée d'animation Les Simpson.

## Synopsis
Toute la famille Simpson se rend à l'enterrement de la vieille tante de Marge dénommée Gladys, qui vient de mourir. Dans son testament, cette dernière lègue son iguane à sa sœur Jackie et recommande aux deux sœurs célibataires Patty et Selma de fonder une famille, et de la fonder maintenant. Le « maintenant » résonne dans la tête de Selma, qui déclare à sa sœur jumelle qu'elle ressent un vide dans sa vie et qu'elle veut un bébé.
Selma se met donc à la recherche de l'homme avec qui elle pourrait fonder cette famille. Mais le club pour célibataires, les « potions magiques », la drague au supermarché... rien ne marche. Finalement, sur les conseils de Marge, elle décide d'avoir recours à l'insémination artificielle. Entretemps, Homer, qui devait emmener les enfants à Duffland, tombe malade pour avoir mangé un sandwich avarié. C'est donc Selma qui conduit Lisa et Bart au parc, mais la journée se passe mal. Bart se montre comme d'habitude très turbulent et Lisa est victime d'hallucinations à la suite de l'absorption d'un liquide coulant dans une attraction du parc. Finalement, Selma adopte Jujube, un iguane grâce auquel elle se sent « a natural woman » (« une vraie femme »).

## Première apparition
- Dans cet épisode, on y voit pour la première fois Jujube (Jub-Jub en VO), l'iguane de Selma.